# Samaki Walker
Samaki Walker é um ex-jogador de basquete norte-americano que foi campeão da Temporada da NBA de 2001-02 jogando pelo Los Angeles Lakers.